# Casa de Campo (parque)

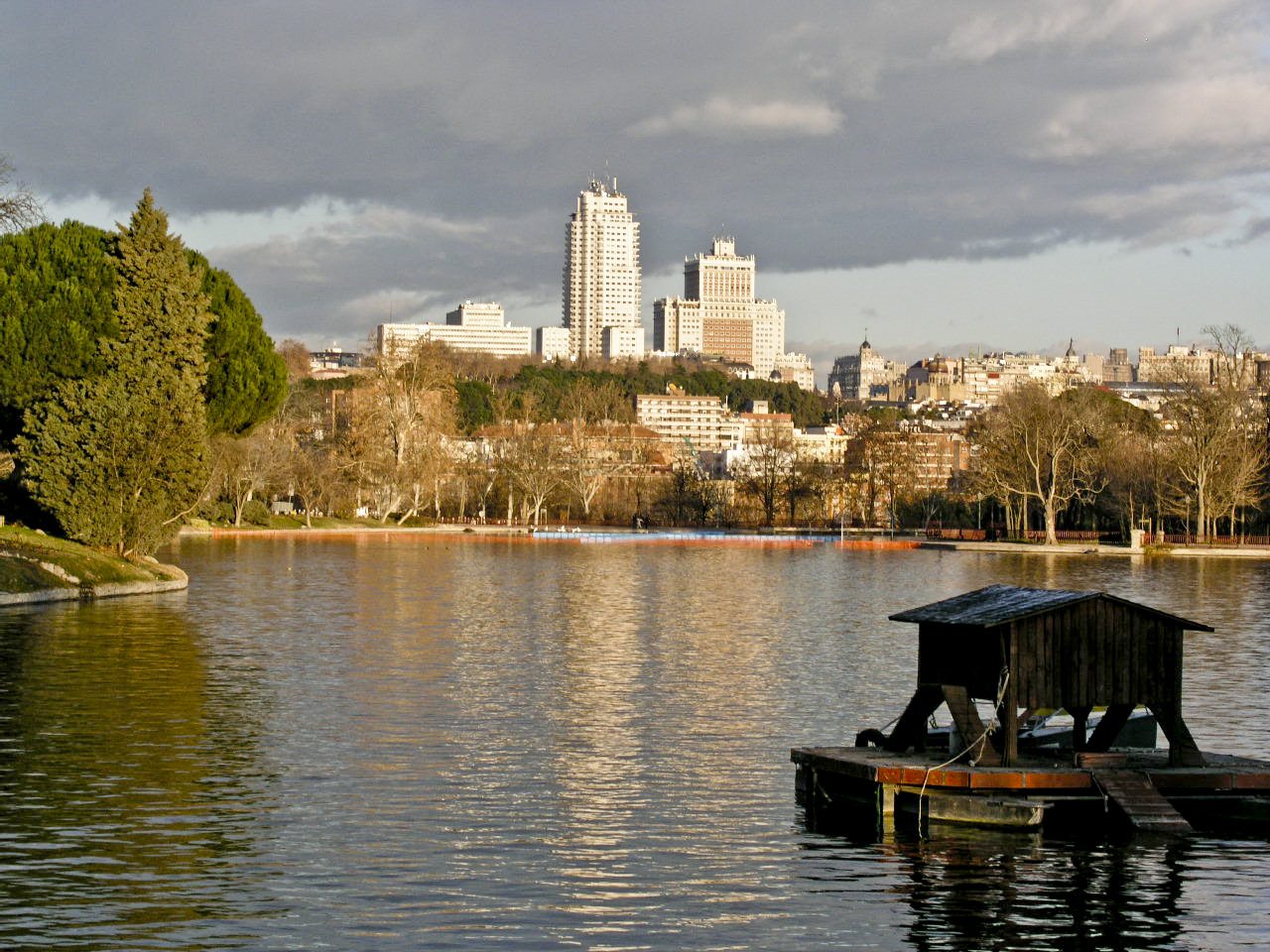
O lago da Casa de Campo. Ao fundo o aglomerado urbano, com a Torre de Madrid e o Edifício España.

A Casa de Campo é o maior parque público do município de Madrid, Espanha. Está situado na vertente mais ocidental da cidade, no bairro de Casa de Campo (distrito de Moncloa-Aravaca). A sul está o distrito de Latina e a oeste está o município de Pozuelo de Alarcón. O parque tem uma áre a de 17,22 km² e é contíguo ao parque está o Monte del Pardo.
A Casa de Campo era uma propriedade da Coroa Espanhola, formada a partir do Palácio dos Vargas, servindo de couto de caça da realeza. Após a proclamação da Segunda República, o parque foi cedido pelo Estado à cidade e aos seus habitantes, ficando desta forma aberto ao público.
No parque estão instalados o Parque de Atracções, o Jardim Zoológico, um teleférico (que liga a Casa de Campo ao Parque del Oeste, na margem oposta do rio Manzanares), parte dos recintos da IFEMA (Instituição de Feiras de Madrid) e o pavilhão multiusos Madrid Arena.